# کاستلبوتاچیو
کاستلبوتاچیو (به ایتالیایی: Castelbottaccio) یک کومونه در ایتالیا است که در استان کامپوباسو واقع شده‌است.

## خصوصیات
کاستلبوتاچیو ۱۱٫۳ کیلومترمربع مساحت و ۳۷۳ نفر جمعیت دارد و ۶۱۸ متر بالاتر از سطح دریا واقع شده‌است.